# 重藤トビアス赳
重藤 トビアス赳（しげとう トビアスたけし、2001年2月8日 - ）は、日本の男子バレーボール選手である。

## 来歴
神奈川県鎌倉市出身。父がドイツ人で母が日本人。中学1年生からバレーボールを始める。
高校は神奈川県立荏田高等学校に進学し、全日本高等学校選手権大会（春高バレー）に出場。大学は早稲田大学に進学し、1年から3年まで全日本大学選手権大会（全日本インカレ）の優勝を経験（3年のときにチームは5連覇）。本来のポジションはアウトサイドヒッターだが、3年秋からオポジットを務めた。
2022/23シーズン、V.LEAGUE DIVISION1 MEN（V1男子）に所属する東レアローズの内定選手となった。東レではアウトサイドヒッターとなる。内定選手としてV1男子の試合に出場し、Vリーグデビューを果たした。
2023年、大学卒業後に、東レアローズに入団した。
2024年6月、2024-25シーズンで主将を務めることが発表された。

## 所属チーム
- 神奈川県立荏田高等学校（2016-2019年）
- 早稲田大学（2019-2023年）
- 東レアローズ静岡（2023年-）